# Henri Bourlois
 (novembre 2024).
Henri Bourlois est un homme politique français né le 9 juin 1893 à Puteaux (Hauts-de-Seine) et décédé le 11 décembre 1978 à Asnières-sur-Seine (Hauts-de-Seine).

## Biographie
Ouvrier mécanicien, il est militant du Parti communiste français. Il est député communiste de la Seine de 1924 à 1928. Il ne se représente pas en 1928 et devient fonctionnaire municipal à Clichy, où il est responsable syndical Force ouvrière, après la deuxième Guerre mondiale.

## Sources
- « Henri Bourlois », dans le Dictionnaire des parlementaires français (1889-1940), sous la direction de Jean Jolly, PUF, 1960 [détail de l’édition]